# Neuroestetika
Neuroestetika je interdisciplinární oblast výzkumu, vyšetřování neurobiologických základů krásy pocitu.
Jeden z prvních průzkumníků Ernst Haeckel (1834–1919) již v devatenáctém století. Jeho závěr byl, že krása je pocit způsobený „estetickými neurony“.
Pojem krásy závisí na vnímání velkých neuronů v mozkových hemisfér fyziologických funkcí. Zda něco je považováno za člověku milé nebo zavrženíhodnou věc, závisí na vlastnostech nervového systému.